# Monastero Baima
Il monastero del Cavallo Bianco (白馬寺T, 白马寺S, Báimǎ-sìP) è, secondo la tradizione, il primo tempio buddhista della Cina, fondato nel 68 d.C. sotto l'imperatore Ming (r. 58-75 d.C.) degli Han Orientali, situato nella capitale Luoyang.
Il monastero si trova appena al di fuori delle mura dell'antica capitale degli Han Orientali, distante circa 12-13 km a est dall'attuale Luoyang, provincia dello Henan. Dista approssimativamente 40 min con l'autobus n° 56 dalla stazione ferroviaria di Luoyang. Il tempio, nonostante le sue ridotte dimensioni, è considerato da molti fedeli come "la culla del buddhismo cinese". I punti di riferimento geografici sono, partendo da sud, il monte Manghan e il fiume Luo.
Le principali costruzioni del monastero furono erette durante le dinastie Ming (1368-1644) e Qing (1644-1912); vennero ristrutturate negli anni 1950, e poi nel marzo del 1973 dopo la Rivoluzione Culturale. È costituito da numerose sale separate da cortili e giardini ben curati, coprendo un'area di 13 ettari. Le placche in cinese e in inglese danno una ricca descrizione delle statue buddhiste situate in ogni sala; esse raffigurano, tra gli altri, Śākyamuni, Maitreya, il Buddha di Giada, icone di santi come Guru Avalokiteśvara, Amitābha, arhat, due cavalli bianchi portati dall'India da due monaci indiani, e due leoni mitici all'entrata. Per via dei finanziamenti internazionali, il tempio ha subito numerosi cambiamenti, sia strutturalmente che internamente. Il progetto più recente, realizzato colla cooperazione dell'India, è stato terminato nel 2008 col completamento dello stupa di Sanchi e della statua del Buddha di Sarnath.

## Contesto, leggende e importanza
Seguono alcune leggende sulla fondazione e sulla denominazione del monastero.
A seguito d'un sogno di Han Mingdi, dove vedeva un Buddha che fondava il buddhismo, due suoi emissari partirono alla ricerca delle scritture buddhiste. S'imbatterono in due monaci indiani in Afghanistan e li convinsero a unirsi a loro nel ritorno in Cina, portando con loro scritture, libri, reliquie e statue buddhiste su due cavalli bianchi. Col loro arrivo in Cina, l'imperatore costruì un tempio in loro onore e lo chiamò "Cavallo Bianco", come apprezzamento dei due cavalli che portarono i due monaci. Essi risiederono nel nuovo monastero, dove tradussero in cinese le scritture buddhiste. La religione buddhista da qui iniziò a prosperare e coll'arrivo nel V secolo del monaco indiano Bodhidharma, il buddhismo cinese s'evolse e si diffuse in altri paesi.
Su richiesta di Han Mingdi, due monaci indiani chiamati Kāśyapa Mātaṇga (conosciuto anche col nome cinese di 攝摩騰 Shè Móténg) e Dharmaratna, (o Gobharana, cinese: 竺法蘭 Zhú Fǎlán) tradussero, nel monastero del Cavallo Bianco, numerosi classici buddhisti, fra cui l'importante Sutra in quarantadue capitoli (四十二章經, Sìshíèrzhāngjīng, T.D. 784.17.722-724) che viene per questa ragione considerato il primo sutra buddhista tradotto in cinese, acquisendo un posto d'onore nella storia di questa religione in Cina. 
Gobharana tradusse, sempre secondo la tradizione, una prima versione, andata perduta, del "Sutra delle dieci terre", il Daśabhūmika-sūtra (su questo cfr. Avataṃsakasūtra), che viene indicata come 十地斷結經  Shídì duànjié jīng nonché altre quattro opere.
Il tempio in seguito divenne via via sempre più importante e il buddhismo si sviluppò in Cina, diffondendosi poi in Corea, Giappone e Vietnam. L'introduzione di questa religione in Cina influenzò in modo significativo la morale, il pensiero e l'estetica cinesi.
La storia del monastero inizia col sogno di Han Mingdi e colla sua fondazione nel 68 d.C. in onore dei due monaci indiani che portarono in Cina le scritture buddhiste condotti su dei cavalli bianchi. I due monaci tradussero molte scritture durante il loro soggiorno al tempio, il quale fu detto "Cavallo Bianco". Morirono nei dintorni del tempio e furono seppelliti nel suo giardino. Dopo la fondazione del monastero, 1000 monaci ci vissero per praticare il buddhismo.
Secondo le Cronache delle regioni occidentali dello Hou Hanshu (Libro degli Han Posteriori), basato sui resoconti all'imperatore del c. 125, ma che non fu compilato fino al secolo V:
"Vi è una tradizione la quale asserisce che Han Mingdi sognò un alto uomo aureo, colla cima della testa risplendente. L'imperatore si rivolse al suo gruppo di consiglieri e uno di loro disse: "Nei paesi occidentali vi è un dio chiamato Buddha. È alto 16 chǐ [3,7 m], e il suo corpo ha il colore dell'oro." Quindi, l'imperatore inviò degli emissari a Tianzhu [India nord-occidentale] per sapere della dottrina del Buddha, e in seguito dipinti e statue [del Buddha] arrivarono nel Paese di Mezzo [Cina]."
Diversi resoconti raccontano la fondazione del tempio. Yang Xuanzhi, nella prefazione del suo libro A Record of Buddhist Monasteries in Lo-yang, affermn che, dopo il sogno, Han Mingdi ordinò che statue del Buddha venissero erette alla Porta Kai yang (apertura alla Porta del Sole Mattutino) del Palazzo Meridionale e in prossimità della Terrazza Chang ye (letteralmente: "Notte Eterna"). Yang, tuttavia, non menziona il monastero.
L'imperatore avrebbe inviato uno o più monaci in India o in Scizia, che ritornarono su un cavallo bianco insieme al Sutra di Quarantadue capitoli. L'imperatore ricevé il Sutra e lo ospitò in un monastero costruito al di fuori delle mura di Luoyang; questo fu il primo tempio buddhista cinese.
Altre leggende, direttamente correlate all'emergenza e alla diffusione del buddhismo in Cina, menzionate nel libro Indian Pandits in the Land of Snow  di Sri Sarat Chandra forniscono due versioni. Una di queste è la seguente.

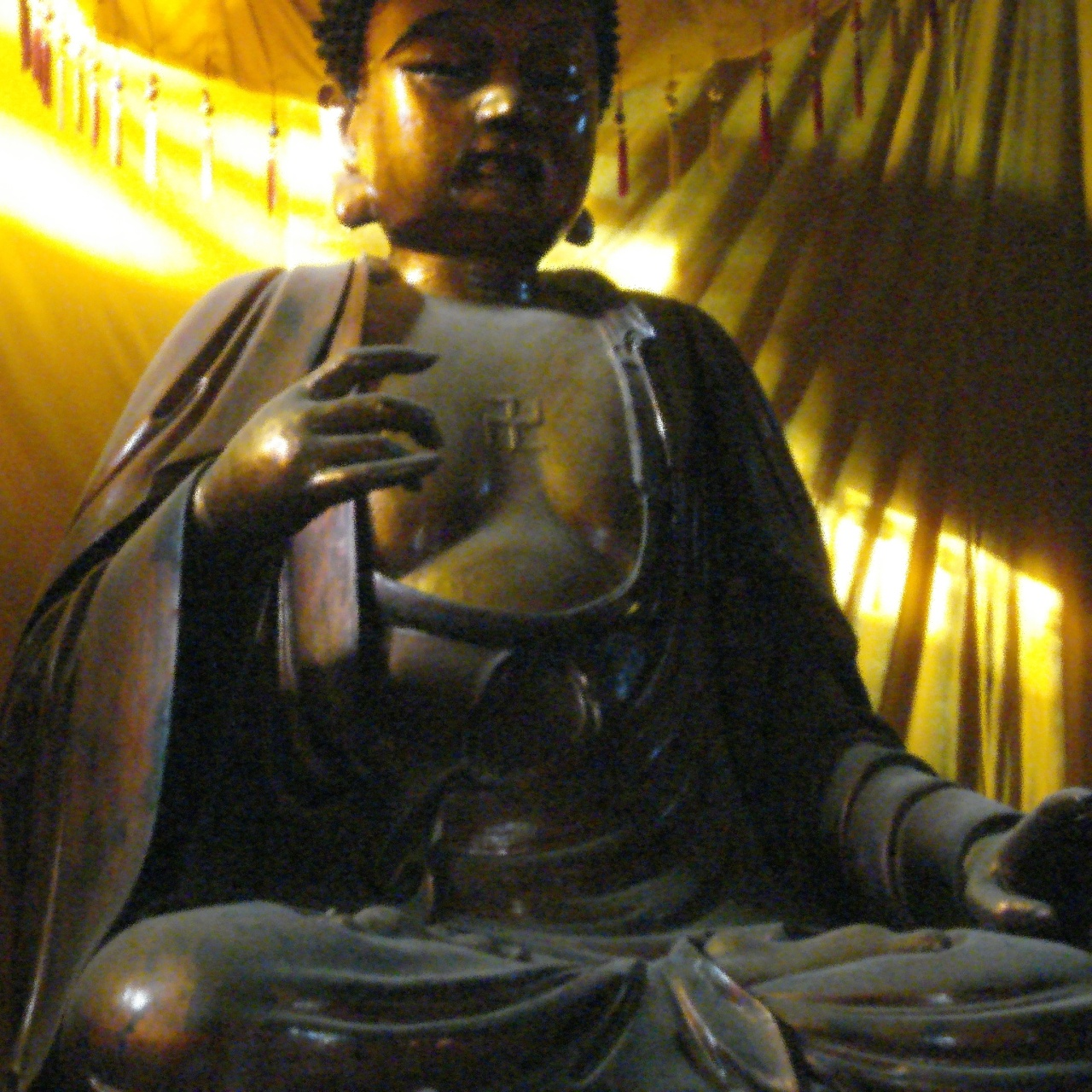
Statua del Buddha Sakyamuni nella sala principale

In un giorno di buon auspicio del 60 d.C., a Luoyang, Han Mingdi sognò una persona santa dalla carnagione dorata, col sole e la luna splendenti dietro di sé, che si dirigeva verso il suo trono, per poi girare intorno al suo palazzo. Questo avvenimento fu interpretato come il momento della venuta del Buddhismo in Cina, predetto da un'antica profezia. L'imperatore, informato sul Buddha dal cronista storico Fu Hi, inviò 18 emissari in Occidente alla ricerca della religione praticata dal Buddha. Dopo aver attraversato numerosi paesi confinanti coll'India, essi giunsero in Afghanistan (Gandhara) dove incontrarono due monaci buddhisti (arhat) chiamati Kasyapa Pandita, un brahmano proveniente dall'India centrale, e Bharana Pandita. Accettarono l'invito degli emissari imperiali di ritornare con loro in Cina su due cavalli bianchi. Portarono con loro alcuni sutra, fra cui il Sutra di Quarantadue capitoli, statue del Buddha, ritratti e reliquie sacre. Ritornarono a Luoyang dove eressero un monastero. L'imperatore li incontrò il 30º giorno del 12º mese lunare del 67 d.C., e fu lieto sia dei regali che i monaci avevano portato per lui che per le icone buddhiste che erano straordinariamente affini a quelle viste nel suo sogno. I monaci compirono dei miracoli che consolidarono la fede dell'imperatore nei confronti del buddhismo.
Tuttavia, alcuni sacerdoti taoisti protestarono e vollero che l'imperatore provasse i meriti di entrambe le religioni. L'imperatore accettò e, alla porta meridionale del monastero del Cavallo Bianco, ordinò che i testi sacri e gli oggetti di culto taoisti venissero posizionati sulla porta orientale, invece quelli buddhisti dovevano essere posti nella sala delle sette gemme, ad ovest. Comandò poi che tali oggetti venissero gettati nel fuoco: avrebbe conferito la sua protezione alla religione i cui oggetti sarebbero sopravvissuti alle fiamme. I taoisti s'aspettarono che i loro testi sopravvivessero; ciò non accadde, i testi taoisti furono completamente arsi, mentre quelli buddhisti rimasero illesi. L'imperatore, pertanto, col suo entourage di alti funzionari e parenti, abbracciò la religione buddhista. Fece erigere numerosi templi, fra cui il Baima-si e tre conventi per le monache. I due sacerdoti taoisti che sfidarono il buddhismo furono condannati al rogo.
Dato il notevole numero di versioni di tale storia e la loro reciproca contraddittorietà, la maggior parte degli studiosi moderni la considera una fiaba buddhista più che un evento storico. Il monastero del Cavallo Bianco non si ritrova nelle fonti contemporanee antecedenti al 289. Nondimeno, in tali fonti si mneziona un "Poma-si" di Chang'an nel 266 e un altro omonimo a Jingcheng, nello Hubei centrale nello stesso anno.
Il buddhismo si sviluppo in Cina dopo il suo arrivo dall'India, plasmando e facendosi plasmare dalle credenze religiose della cultura cinese. Esso è un'evoluzione del buddhismo Mahāyāna, largamente più seguito del Theravada o Hīnayāna, sebbene quest'ultimo sia giunto in Cina precedentemente.

## Storia
Nel 252 il sogdiano Saṃghavarman tradusse in cinese dal sanscrito alcuni testi buddhisti, fa cui l'importante Sutra della Vita Infinita (無量壽經,  Wúliángshòu jīng, T.D. 360, in sanscrito Sukhāvatī-vyūha-sūtra).
Un monaco kucheano di famiglia reale noto come Bó Yán (白延) viaggiò nella capitale cinese, Luòyáng, tra il 256 e il 260. Tradusse sei testi buddhisti in lingua cinese nel 258, presso questo tempio, tra questi il Śūraṃgama-samādhi-sūtra (首楞嚴三昧經 Shǒulèngyán sānmèi jīng, giapp. Shuryōgon sanmei kyō) conservato al T.D. 642 del Canone cinese. 
Il famoso traduttore buddhista indo-scita Dharmarakṣa (cinese: 竺法護T, Zhú FǎhùP, attivo c. 266-308) arrivò a Luoyang nel 266 e risiedé nel monastero del Cavallo bianco a partire almeno dalla primavera del 289 fino al 290.
Il celebre monaco Xuánzàng della dinastia Tang iniziò il suo pellegrinaggio di 16 anni verso l'India da questo monastero. Dopo il suo ritorno fu abate del tempio fino alla morte. In tale periodo, oltre ad aver ricoperto incarichi di insegnante e di altre attività religiose del tempio, tradusse molte scritture buddhiste, portate da lui dall'India, dal sanscrito al cinese.
Un'iscrizione su una lastra di pietra, risalente al 1175, in prossimità della Pagoda Qilun (alta 35 m, a più piani, a base quadrata, a sud-est del Baima-si), afferma che cinque decenni prima della costruzione della pagoda si verificò un incendio che distrusse il monastero e il Tathagata sarira stupa, il predecessore della pagoda. La stessa iscrizione afferma anche che poco tempo dopo un funzionario Jin eresse la pagoda Qilun, forgiata sullo stile delle pagode a base quadrata d'epoca Tang.
Tra i secoli XIII e XX, il monastero venne restaurato e rinnovato sotto i Ming (1368–1644) e i Qing (1644-1912). Importanti opere di restauro furono realizzate nel secolo XVI e alcuni edifici, taluni dei quali rinnovati successivamente, risalgono a tale periodo.

### Storia moderna

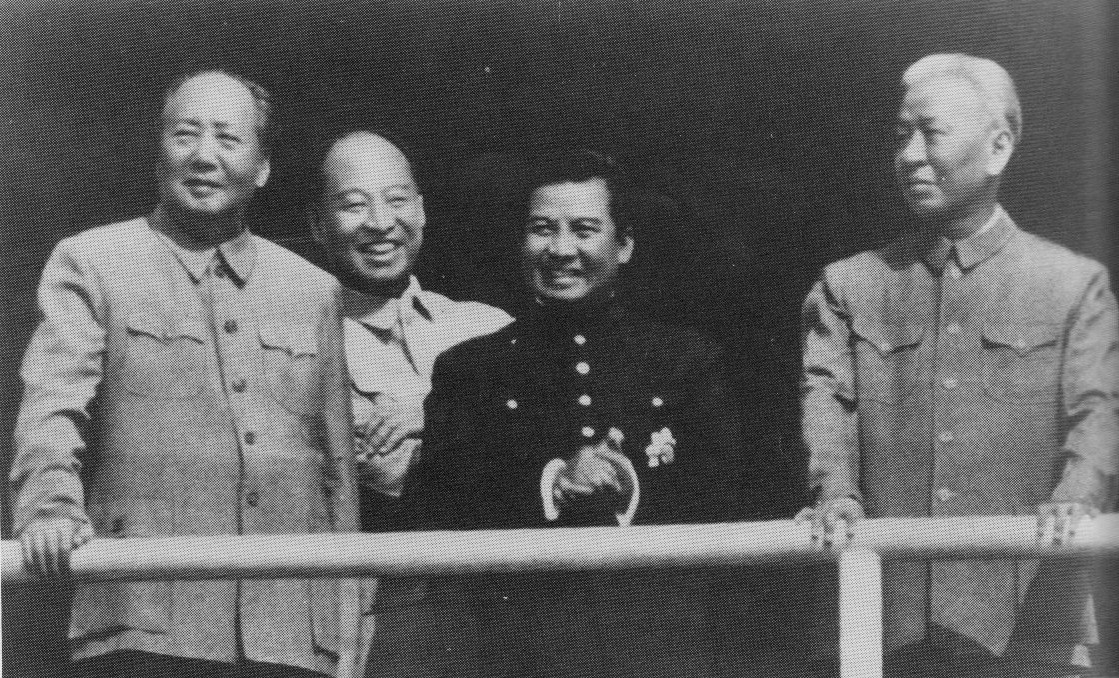
Norodom Sihanouk (al centro)

Sotto la Repubblica popolare cinese, il monastero vide numerosi restauri nel periodo tra il 1952 e il 1973.
Nel 1973, il principe di Cambogia Norodom Sihanouk visitò il tempio. La Cambogia era un alleato comunista della Cina e il principe Sihanouk soggiornava in un palazzo residenziale a Pechino. Venne autorizzato a visitare parte del paese a fini propagandistici, per mostrare al resto del mondo che in Cina tutto fosse normale. Da ardente buddhista, Sihanouk espresse il desiderio al presidente del Consiglio di Stato Zhou Enlai di visitare il monastero del Cavallo Bianco. Tuttavia, molte parti del tempio vennero danneggiate o perse durante la Rivoluzione Culturale. Pertanto, 2.900 manufatti, situati in altri palazzi e musei cinesi, fra cui il Palazzo della Tranquillità Benevola sul lato occidentale della Città Proibita e la Sala degli Arhat (Luohan Tang) del tempio delle Nuvole Azzurre nelle Colline Profumate di Pechino, furono trasferiti rapidamente e segretamente nel tempio, e il Baima-si fu compiutamente restaurato. Il monastero appena restaurato impressionò i cambogiani, ignari degli avvenimenti che sventrarono il tempio. Il trasferimento dei manufatti al monastero fu dichiarato permanente da Zhou Enlai.
Nel 1992, coll'assistenza di donatori tailandesi e cinesi, la Sala del Buddha Thai fu eretta leggermente a ovest del monastero originario.

#### Cooperazione culturale tra India e Cina

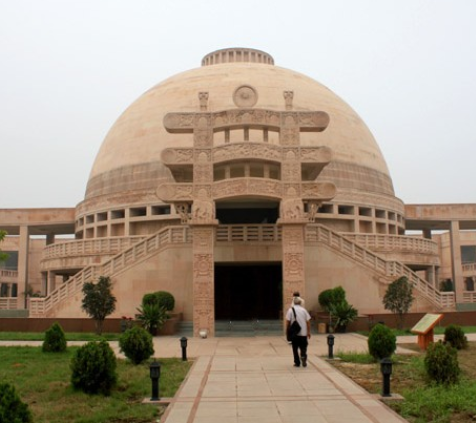
Pagoda di Sanchi del Baima-si

L'importanza simbolica del tempio per le antiche relazioni culturali tra Cina e India fu dimostrata quando il primo ministro dell'India Narasimha Rao visitò il monastero nel 1993. Un decennio dopo, nel 2003, anche il primo ministro Atal Bihari Vajpayee si recò al tempio.
Al fine di migliorare i legami culturali buddhisti fra Cina e India, fu firmato l'11 aprile 2005 un memorandum d'intesa (MoU) in base al quale l'India avrebbe eretto un tempio buddhista in stile indiano a ovest del Baima-si nel Giardino Internazionale del complesso. Secondo tale accordo, l'India si doveva occupare dello stile architettonico e fornire il materiale per la costruzione, la statua del Buddha, la progettazione del giardino, consulenza tecnica e esperti durante la costruzione. Le autorità cinesi riservarono all'edificazione della struttura un'area di 2.666,67 m².
Grazie al MoU, venne completato nel 2008 un santuario buddhista chiamato Yìndù shēnggé Fó diàn (印度风格佛殿S), le cui caratteristiche architettoniche richiamano lo stupa di Sanchi, compresa la sua porta orientale. Un'icona buddhista venne trasportata dall'India e fu divinizzata nel nuovo tempio, conformemente alla tradizione buddhista indiana. Il santuario è una struttura circolare a due piani, le cui pareti sono abbellite da murali ritraenti scene del Jātaka e la vita del Buddha. Il tempio fu eretto in stretta cooperazione cogli esperti indiani scelti appositamente per il progetto, fra cui gli architetti Akshaya Jain e Kshitij Jain.
La statua realizzata sul modello di quella di Sarnath risalente al secolo V è stata deificata nella sala congressuale centrale del tempio. Il presidente dell'India Pratibha Patil inaugurò il tempio il 27 maggio 2010. Il nuovo tempio prende le caratteristiche dei più venerati santuari buddhisti indiani di Sanchi e Saranath.

## Architettura

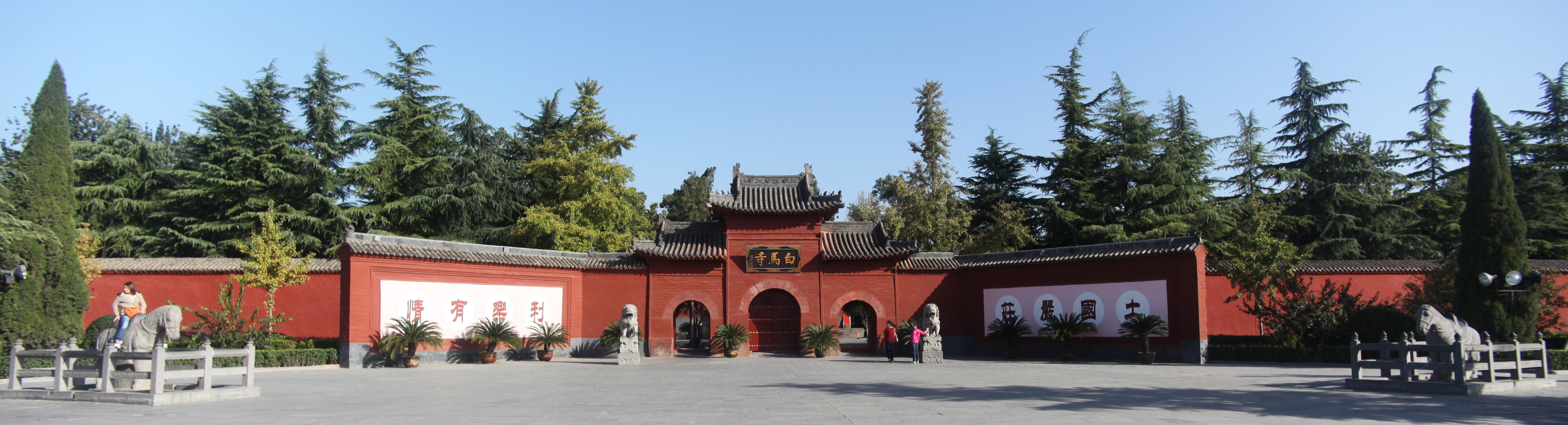
Lo Shānmén del Baima-si

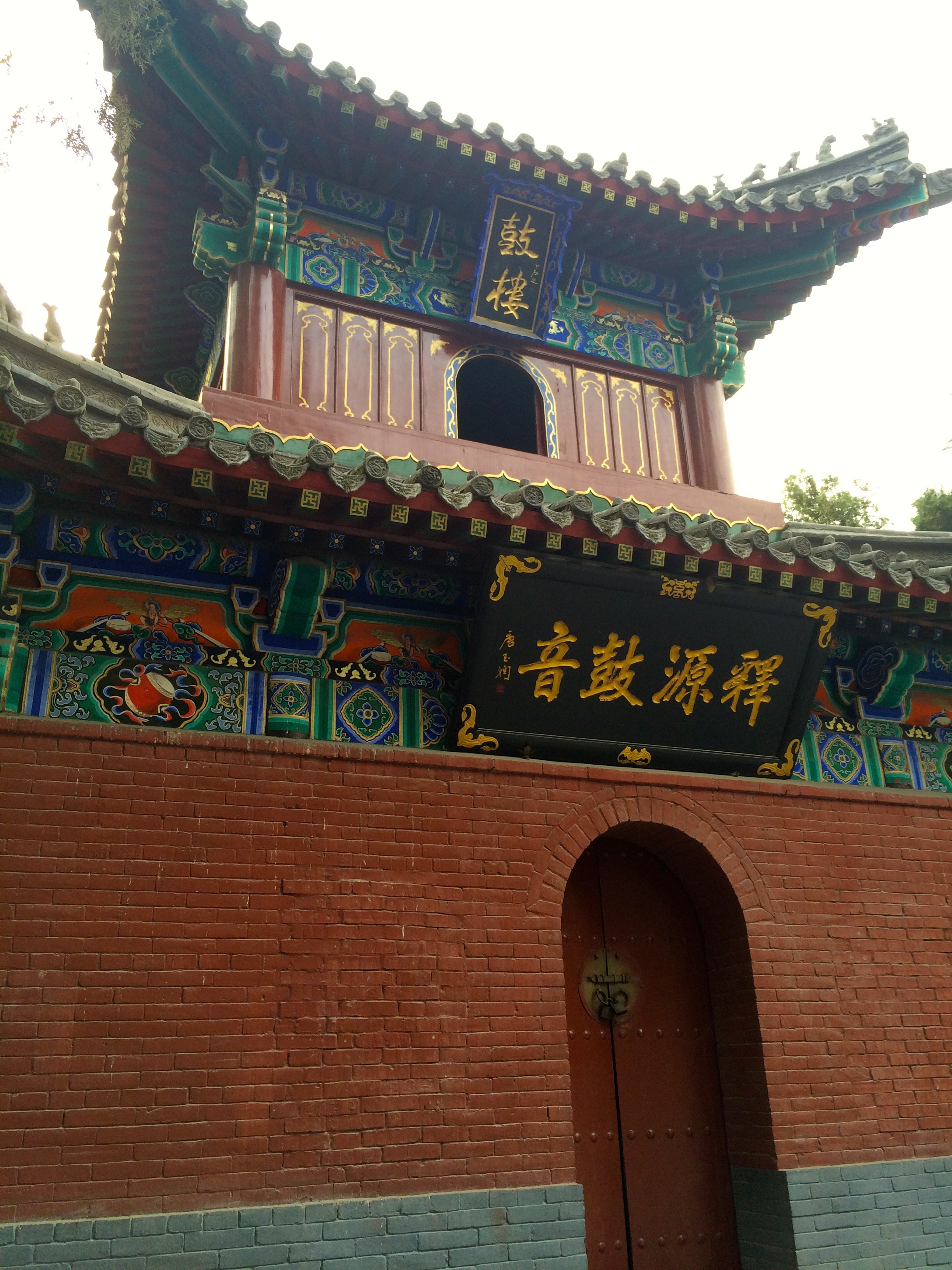
La torre del tamburo.

Il monastero si affaccia a sud ed è allineato lungo un asse centrale che parte dall'entrata principale per poi attraversare numerose sale e cortili in successione. L'intero complesso monastico copre un'area di 200 mǔ (13 ettari). È stato eretto, a 150 m di distanza dal fronte alla porta d'ingresso originale, un paifang di pietra costituito da tre archi coperti. I cavalli pietrigni, uno di fronte all'altro e posti di fronte al monastero, sono stati realizzati con pietre risalenti alla dinastia Song (960–1279); rappresentano i due cavalli bianchi che portarono i monaci indiani in Cina. Fra il portale ad arco e la porta vi è un laghetto provvisto di fontane, attraversato da tre ponti di pietra.
All'entrata delle varie sale, si vedono oggi le placche, sia in cinese che in inglese, che guidano i turisti e i pellegrini fra le sale. Esse descrivono brevemente la storia e i componenti d'ogni sala. Il monastero è composto da diverse sale, fra cui: la Sala dei saluti, la Sala dei sei fondatori, la Sala del Buddha di giada (玉佛殿T, Yùfó diànP), la Sala dei re celesti (天王殿S, Tiānwáng diànP, la Sala di Mahavira (大雄殿S, Dàxióng diànP) e la Sala di Changging Ge (deposito di antiche scritture).
La Terrazza Qingliang (清凉台S, Qīngliáng tàiP, lett. "terrazza pura e fresca") è situata dietro la sala principale, e all'interno di essa furono tradotti in cinese i sutra originali. La terrazza comprende, tra gli altri, il padiglione Kunlu e diverse sale interconnesse tra loro, ospitanti le statue dei due monaci illustri, She Moteng e Zhu Falan, seppelliti all'interno del monastero; di fronte alle loro tombe vi sono il campanile (鐘樓T, ZhōnglóuP) e la torre del tamburo (鼓樓T, GǔlóuP).

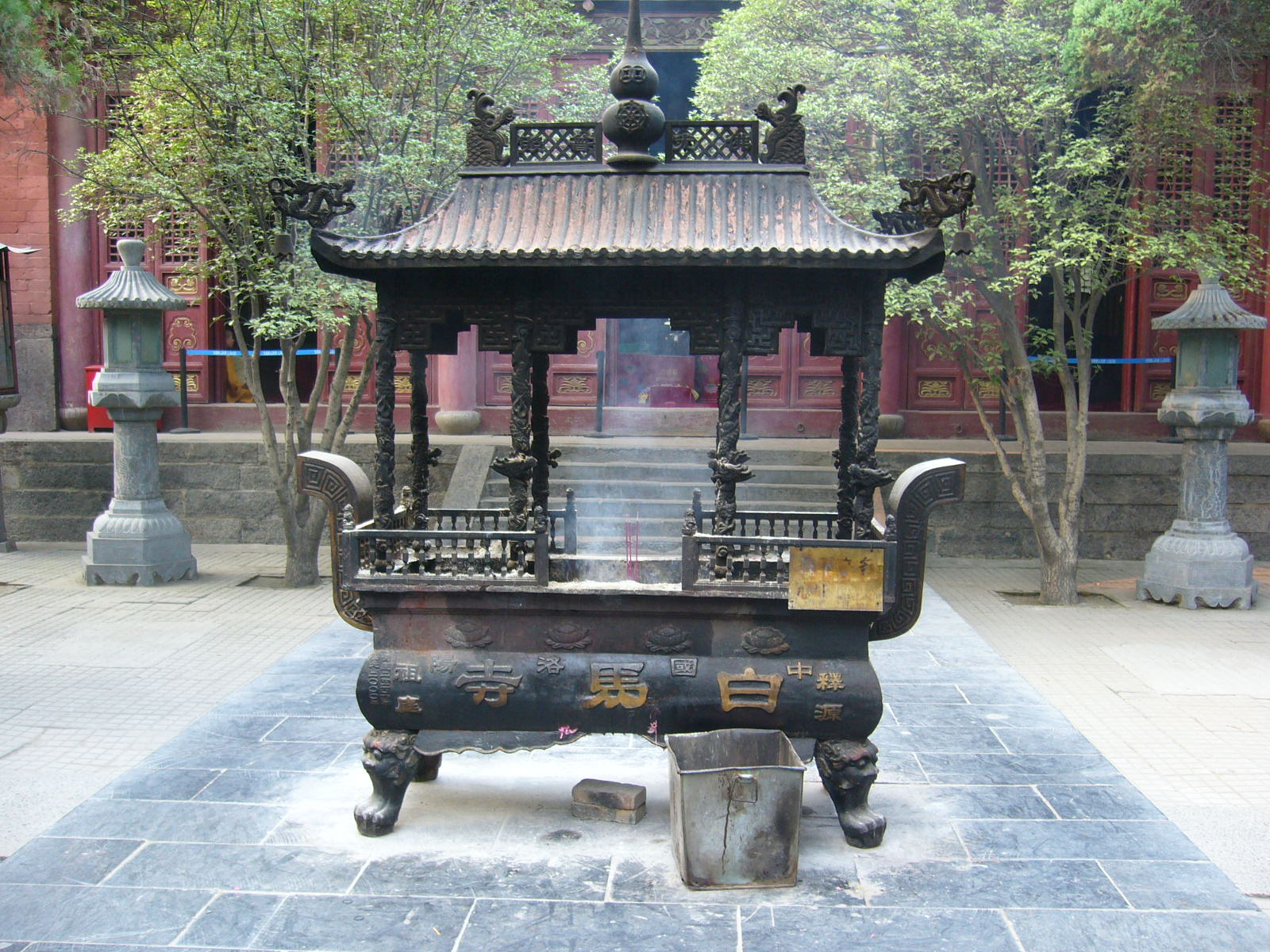
Incensiere all'entrata d'una sala

Nel cortile si trovano grandi incensieri rituali che rilasciano un odore particolarmente pungente. Nella sala principale e in quelle dove le icone sono oggetto di venerazione, gli altari conservano frutta e altre offerte donate dai devoti. Gli arazzi variopinti appesi al soffitto delle sale e le candele accese galleggianti nelle vasche conferiscono all'ambiente un senso di spiritualità divina.
La sala di minore estensione è nota come "Sala dei saluti", costruita nel nono anno dell'era Guanghe sulla base d'un'altra sala andata distrutta al principio dell'era Tongzhi. Questa sala conserva le statue divinizzate dei tre santi del paradiso occidentale (India): Amitabha, il fondatore, è posto al centro ed è accompagnato a sinistra da Guru Avalokitesvara, il dio della Compassione, e alla destra da Mahasataprapta.
I fondatori del monastero, le cui statue sono venerate nella Sala dei sei fondatori, appartengono alla scuola Chan. I nomi dei fondatori sono, nell'ordine mostrato: Bodhidharma, il primo fondatore, 28º patriarca del Buddhismo indiano secondo la tradizione Chan, il secondo era Huìkě, il terzo Sēngcàn, il quarto Dàoxuān, il quinto Hóngrěn e il sesto era Huìnéng. Dopo Huineng, furono fondate cinque scuole buddhiste e i Sette Ordini.
Nella Sala del Buddha di giada è stata deificata una scultura di giada del Buddha Sakyamuni; essa è alta 1,6 m e fu donata nel 1988 da un cinese stabilitosi in Birmania. Questa statua, riccamente intarsiata, porta incastonata sulla fronte una pietra preziosa. Prima del 1992 era conservata nel Padiglione Pilu (毗盧閣T, Pílú géP).

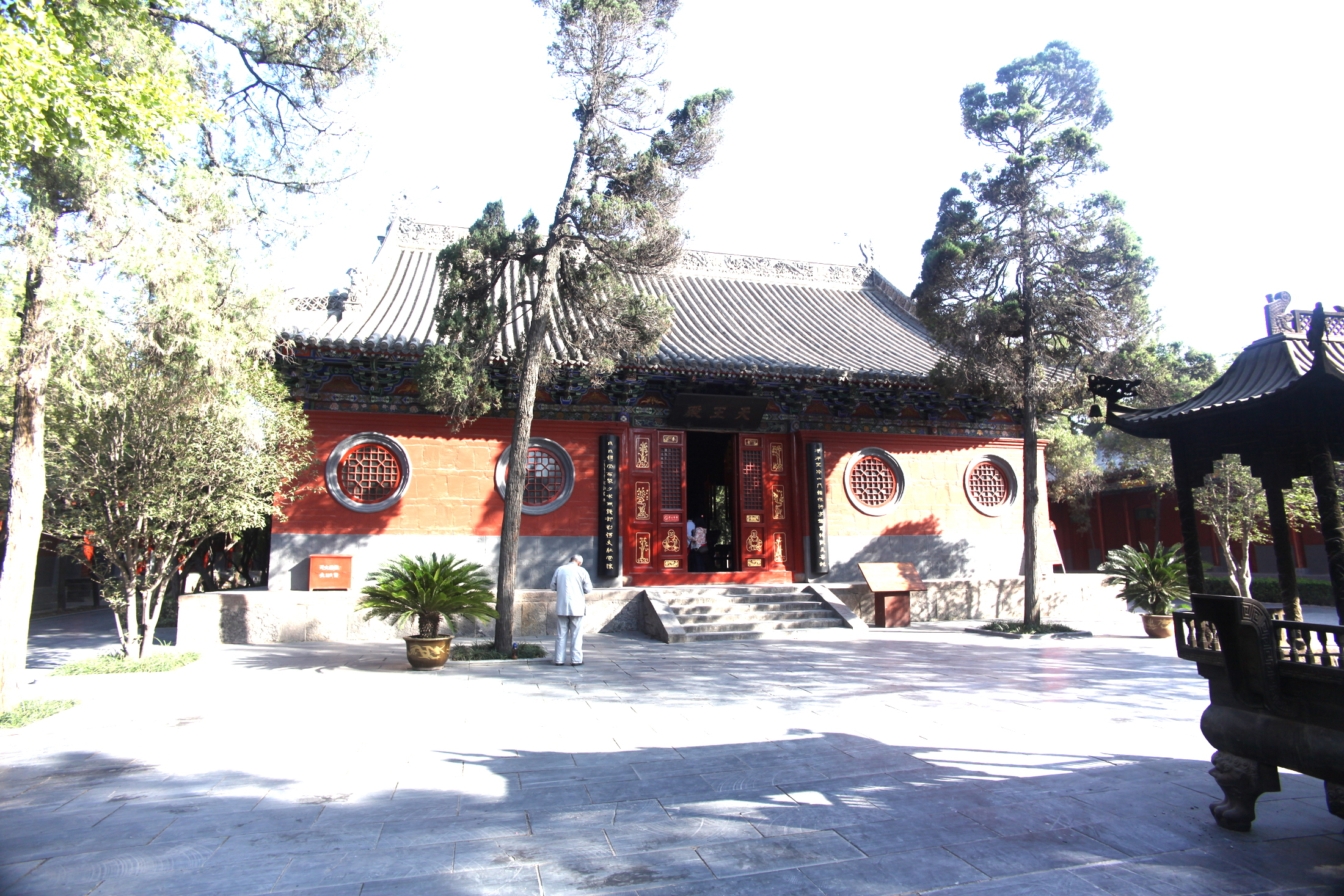
Tiānwáng diàn

La sala più estesa è nota come "Sala dei re celesti", dove è venerato Maitreya, conosciuto in Cina come il Buddha ridente. La sua statua è attorniata da quattro re celesti. Il lato orientale è dominato da Chigua (Guardiano dello Stato), recante un pipa, quello occidentale da Guangmu (Acuto indovino), con un drago in mano, quello meridionale da Zengzhang (Guardiano della crescita), recante un ombrello, e quello settentrionale da Duowen (Protettore della conoscenza), recante una pagoda. Vi è inoltre una statua di Skanda, un generale d'alto rango difensore della legge buddhista, colla statua di Maitreya alle sue spalle.
La Sala di Changing Ge, costruita nel 1995, è un deposito di antiche scritture e conserva più di dieci testi buddhisti, fra cui il Longzang Jing, Dazeng Zong Jing, Tibet Jing e così via. Al centro della sala vi era una statua raffigurante il Buddha, risalente agli Han Orientali, ma andata persa nei primi anni del secolo XX. Tuttavia, è stata ritrovata in Thailandia e riprodotta in due statue dorate alte 97 cm. Una di queste si trova nella biblioteca del monastero e l'altra fu spedita in Thailandia.
Nella Sala di Mahavira vi sono le statue dei tre Buddha più importanti. Quella centrale ritrae il Buddha Sakyamuni, ed è affiancata sulla sinistra da Bhavisyajya guru e sulla destra da Amitabha; queste a loro volta sono costeggiate due generali celesti di nome Weituo e Weili. Le statue di 18 arhat decorano il lato della sala. Tutte le statue sono realizzate in abiti di ramia sotto gli Yuan. Le pareti sono decorate con intagli ritraenti diecimila buddhisti. Una statua di Jialan è rivolta a nord della porta sul retro.

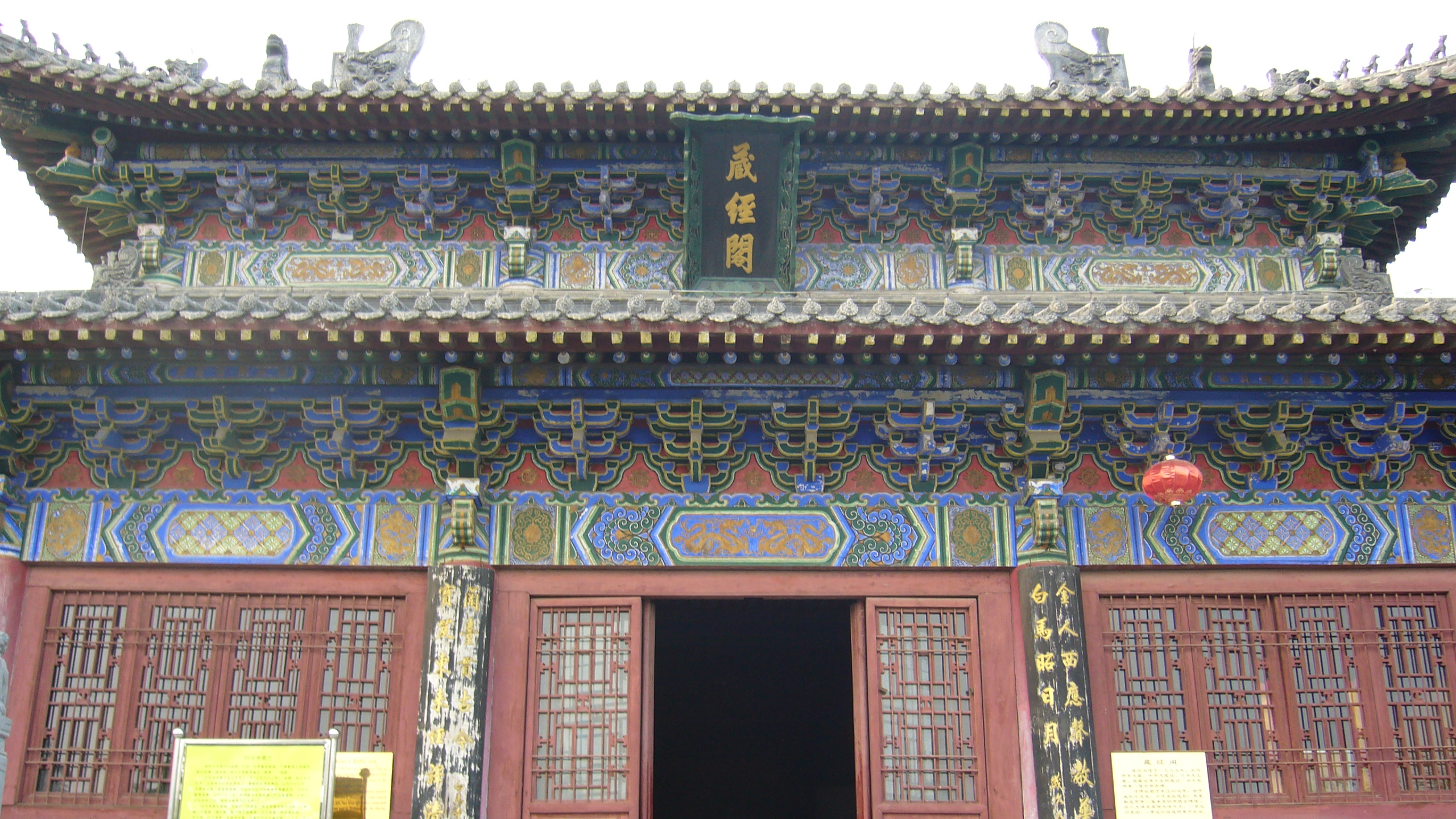
Cornicione della sala principale

Nella sala principale, sull'altare, vi sono tre statue, quella centrale ritrae il Buddha Sakyamuni, affiancato dalle statue di Mañjuśrī e di Samantabhadra. In epoca Tang, risiedé nella sala una comunità di diecimila monaci. All'interno della sala si suona, durante le preghiere dei monaci, una grande campana pesante più d'una tonnellata, posta in opera sotto il regno dell'imperatore Jiajing dei Ming. Sulla di essa si legge l'iscrizione: "Il suono della campana retentisce nel tempio del Buddha cagionando la paura degli spiriti infernali."

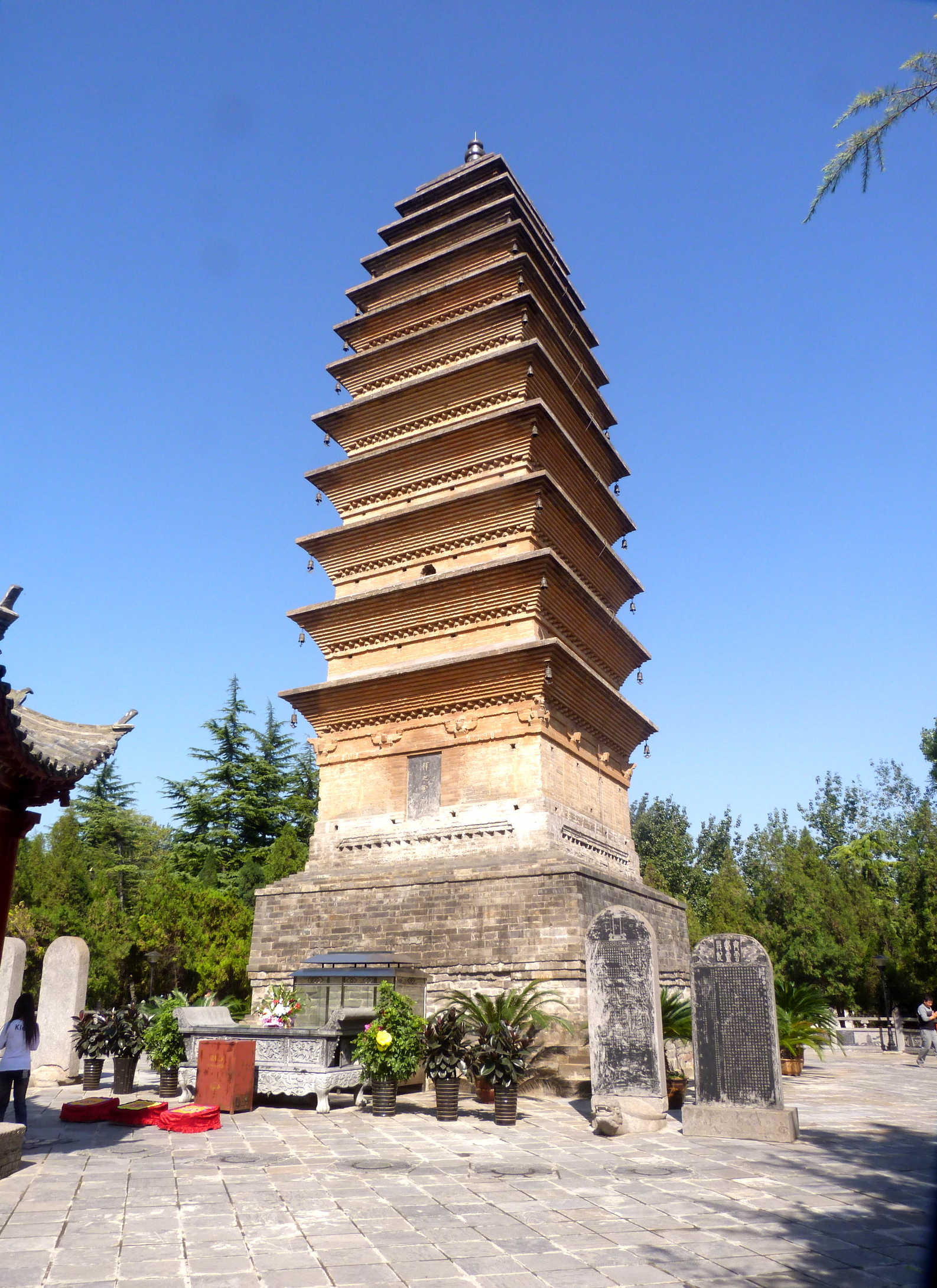
La pagoda Qiyun

La pagoda Qiyun (齊雲塔T, Qíyún tǎP) è riservata ai monaci e ospita gli alloggi degli stessi. Fu eretta nel secolo XII nel quinto anno del regno Dading della dinastia Jīn. La pagoda, alterata più volte nel corso della sua storia, è alta 23 m ed è composta da 13 piani. La tomba del famoso funzionario Tang Di Renjie è situata nell'estremità orientale del complesso.
Sebbene il monastero sia aperto al pubblico, i visitatori curiosi sono sotto sorveglianza per motivi di sicurezza. L'abate si tiene informato della situazione politica del paese tramite una TV installata nella sua stanza. I monaci sono tenuti a portare una carta d'identità rilasciata dalle autorità.

## Festa delle peonie
La festa delle peonie (牡丹花會T, Mǔdan huāhuìP) è un'importante festa floreale, celebrata a Luoyang ogni anno tra il 10 e il 25 aprile, che attira una moltitudine di persone al Baima-si. L'imperatrice Wu Zetian, incollerita nel vedere le peonie non fiorire in inverno disobbedendo al suo ordine, ordinò che esse venissero esiliate da Chang'an a Luoyang. Nella festa delle peonie si celebra tale esilio.